# Isaguén

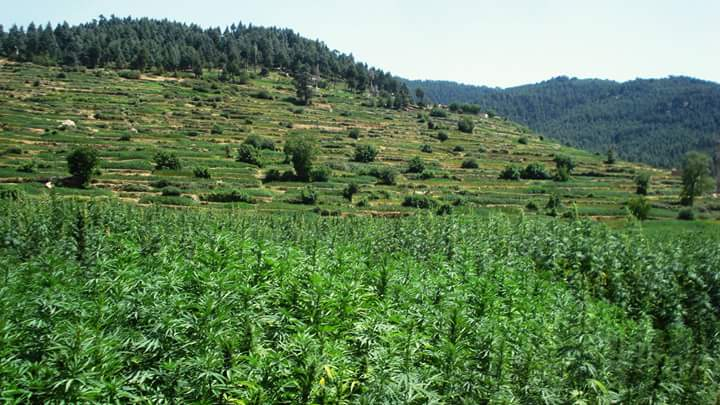
Campo de cannabis en Isaguén, cerca del Monte Tidiguín

Isaguén (en árabe: اساݣن‎; en lenguas bereberes: ⵉⵙⴰⴳⵏ, en francés: Issaguen), antiguamente Achaken, aunque más popularmente conocida como Ketama (en árabe: كتامة‎), es una ciudad enclavada en las montañas del Rif, en la provincia de Alhucemas, Marruecos. En 2004 tenía una población censada de 1638 habitantes.
Isaguén se encuentra en la intersección del eje viario Tánger–Uchda (N2) y de la carretera que va hacia Fez (N509 – La Carretera de la Unidad), al pie del Monte Tidiguín (2456 m s. n. m.).

## Toponimia
Antiguamente, se denominaba Achaken. El cambio de nombre, ocurrido en 1963, corresponde a la voluntad del rey Mohamed VI de crear un verdadero centro urbano de esta pequeña ciudad, uno de los elementos de la propuesta de desarrollo de la región del Rif.

## Economía
Anteriormente, Isaguén era un pequeño complejo de esquí y de veraneo. Pero el desarrollo del cultivo del cannabis en la región la convirtió en centro de tráfico e hizo huir a los turistas. La reapertura de un hotel de cuatro estrellas en 2008 señala la voluntad de invertir esta tendencia.

## Historia

### El Juramento del Llano Amarillo
Las maniobras anuales del Ejército Español en África tuvieron lugar entre el 5 y el 11 de julio de 1936 en el Llano Amarillo de Ketama. En ellas participaron las tropas de Ceuta, Melilla y el protectorado español de Marruecos. El día 12 de julio hubo un desfile. El día 13 de julio las tropas regresaron a sus bases, estando ya todas en las mismas el 16 de julio.
El coronel Juan Yagüe organizó la sublevación militar contra la Segunda República en el norte de África durante estas maniobras. El 13 de julio acordó la participación en el alzamiento con los coroneles Luis Soláns Labedán y Emilio Piñuelas. Este hecho fue conocido como el «Juramento del Llano Amarillo». Luis Soldáns empezó la sublevación en Melilla el 17 de julio de 1936. Tras esta, Ceuta y el protectorado pasaron al control del bando sublevado entre los días 17 y 18 de julio. Esta sublevación supuso el comienzo de la guerra civil española, que finalizó el 1 de abril de 1939.
En 1940 se erigió en este lugar del Rif el Monumento del Llano Amarillo. En 1956, cuando se pone fin al protectorado español de Marruecos, el gobierno de Francisco Franco trasladó el monumento al Monte Hacho de Ceuta. En la actualidad permanece en esta ubicación.

### Tras la independencia
La producción y comercio de cannabis en el Rif aumentó significativamente tras la independencia de Marruecos en 1956. Las tribus rifeñas, conocidas por sus movimientos de protesta y rebelión contra la gobernanza marroquí (Majzén), tuvieron el beneplácito tácito del rey para mantener sus cultivos. No obstante, la falta de regulación ha provocado, por el lado de las cuestiones medioambientales, la deforestación del valle de Ketama, y por el lado económico-social, el surgimiento de redes de narcotráfico y crimen organizado en Marruecos. Aún a día de hoy, no se recomienda[¿quién?] visitar Isaguén pues las extorsiones, el acoso y secuestros son comunes, así como la policía corrupta y los agricultores rifeños lo viven día a día.